# 張鉞 (正統進士)
張鉞（1410年—？），字大器，河南河南府新安縣人，軍籍。明朝政治人物。進士出身。

## 生平
河南鄉試第二十二名。正統四年（1439年）己未科會試第八十七名，殿試登進士第三甲第十名。

## 家族
曾祖父張恩。祖父張時中。父亲張瓛，曾任山西襄垣縣丞。